# Zellig Harris
Zellig Sabbetai Harris (Balta, 23 ottobre 1909 – New York, 22 maggio 1992) è stato un linguista statunitense.

## Biografia
Docente all'università della Pennsylvania dal 1947, pubblicò nel 1939 Sviluppo dei dialetti Canaaniti, una delle sue opere più significative.
Nel 1941 sposò la fisica statunitense Bruria Kaufman. Suoi allievi furono Maurice Gross e il celeberrimo Noam Chomsky.